# Дорогобужская улица (Москва)
Дорогобу́жская у́лица (название утверждено 11 августа 1962 года) — улица в Москве, на территории района Можайский Западного административного округа.
Начинается от Витебской улицы, после чего проходит вдоль долины реки Сетунь, пересекая её после дома № 13 и резкого поворота направо, затем проходит вдоль территории OAO «Мосточлегмаш» (бывшего завода им. КИМ) и заканчивается примыканием к Рябиновой улице у её перекрёстка с Верейской улицей.
Нумерация домов начинается от Витебской улицы

## История, происхождение названия
В составе города Кунцево называлась улицей Калинина (до 1957 года Фабричной улицей (http://www.retromap.ru/m.html#l=051952&r=0420092&z=16&y=55.715774&x=37.416150)), и тогда проходила напрямую от Верейской улицы до Можайского шоссе по нынешнему (но теперь перенесённому чуть ближе к заводу КИМ) мосту через реку Сетунь. Кусочек прямой трассы можно посмотреть на карте Шуберта (http://www.retromap.ru/m.html#l=0818523&r=0420092&z=15&y=55.714637&x=37.416515). Эта дорога возникла ещё в 1852 году, тогда была тропинкой, ведущей от Можайского шоссе к селу Спасское, на месте которого ныне находится подстанция скорой помощи (Дорогобужская, 23) и территория завода КИМ. После включения города Кунцево в состав Москвы в 1960 году было заменено в связи с дублированием тогдашнего названия улицы Воздвиженка, с 11 августа 1962 года улица стала Дорогобужской, по городу Дорогобужу Смоленской области в связи с расположением на западе Москвы.
После продления Рябиновой улицы до Можайского шоссе а также застройки его нечетной стороны Дорогобужская улица в 1982 году была частично устранена, (на месте удаленного отрезка дороги находится стадион школы №1195 и дом №37 по Можайскому шоссе), затем в девяностые годы была продлена налево (в сторону домов 7, 9 и 11) после моста через Сетунь и была соединена с Витебской улицей.
О старой трассировке улица напоминает только автобусная остановка «Дорогобужская улица» на Можайском шоссе, от которой до нынешней Дорогобужской улицы как минимум полкилометра.

## Транспорт

### Наземный общественный транспорт
До 1980 года, когда улица ещё была напрямую соединена с Можайским шоссе, по улице проходили маршруты автобусов 11, 16 (16к), 103, 104, 198, 252 и 610. В 1980 году, в связи со строительством дома № 37 по Можайскому шоссе и ликвидацией части трассы все они были переведены на соседнюю Рябиновую улицу.
По улице на всём протяжении ходило маршрутное такси 556м (Витебская ул. — м. «Кунцевская» — м. «Пионерская»).
От остановки «Дорогобужская улица» на Можайском шоссе ходят автобусы:
- до метро «Кунцевская»:
  - № 45 — (66-й квартал Кунцева — Метро «Кунцевская»)
  - № 190 — (Беловежская улица — Метро «Молодёжная»)
  - № 612 — (Улица Герасима Курина — Троекуровское кладбище) (только к ул. Герасима Курина)
- до метро «Славянский бульвар»:
  - № 157 — (Беловежская улица — Киевский вокзал)
  - № 157к —  (Беловежская улица — Метро "Славянский бульвар")
  - № 205 — (Совхоз «Заречье» — Улица Довженко)
  - № 231 — (Беловежская улица — Метро «Филёвский парк»)
  - № 883 — (Торговый Центр — Метро «Филёвский парк»)
  - № 840 — (66-й квартал Кунцева — Киевский вокзал)
- в соседние районы города:
  - № 104 (Метро «Филёвский парк» — Платформа «Рабочий посёлок») (кольцевой, только к пл. «Рабочий Посёлок»)
  - № 198 (66-й квартал Кунцева — Матвеевское)
  - № 609 (Беловежская улица — Станция «Кунцево») (кольцевой, только к Беловежской ул.)
  - № 732 (Крылатское — Метро «Славянский бульвар»)
  - № 779 (Улица Федосьино — Платформа «Рабочий посёлок») (кольцевой, только к пл. «Рабочий Посёлок»)

## Здания и сооружения

### По нечётной стороне
- 3 — панельный жилой дом, Леглама, Бим.
- 5к2 — Городской центр жилищных субсидий отдел № 92 района Можайский.
- 7к1 - жилой панельный дом.
- 9к1 - жилой панельный дом.
- 7к2 — Детский сад № 2098, для детей с нарушениями опорно-двигательного аппарата.
- 9к2 — Детский сад № 2097, Бассейн при д/с № 2097.
- 11 — жилой панельный дом.
- 13 — Средняя школа № 1195
- 19 — Подстанция № 15 Станции скорой и неотложной медицинской помощи г. Москвы им. А. С. Пучкова
- 23 — Техническая служба Сотос.

### По чётной стороне
- 14 — Стандартпарк, Прогород, ХаусБТ.
- 14. к 1 — Миллимед.
- 14. стр 11 — Робитекс.
- 14. стр 15 — М-Логистик.
- 14. стр 16 — Объединённая табачная компания, Станд, Санбебе.
- 14. стр 17 — Lr.ru.
- 14. стр 4 — Янтарный Дизайн, Sterling Sihi GmBH — московское представительство, Аквалон.
- 14. стр 40 — Торговый дом Вестор, Торговый дом Регионы.
- 14. стр 5 — Симтрикотаж, Совтехсвет, ООО Бритиш Логистик.
- 14. стр 6 — Пикассо, Ozkan textil, Вартон.
- 14. стр 8 — Хай Тек Фасады.